# 어둠 뒤에 빛이 있으라
어둠 뒤에 빛이 있으라(Post Tenebras Lux)는 독일에서 제작된 카를로스 레이가다스 감독의 2012년 드라마 영화이다. 나탈리아 아세베도 등이 주연으로 출연하였다.

## 출연

### 주연
- 나탈리아 아세베도
- 아돌포 히메네즈 카스트로
- 윌레발도 토레스

## 제작진
- 프로듀서: 제이미 로만디아

## 같이 보기
- 2012년 영화
- 멕시코 영화